# Ковчег
Ковчег е специална кутия използвана в погребалните церемонии за полагането на тленните останки на покойник. Най-често материалът, от който се изработва, е дърво, но за направата му може да се използват и други – картон, олово, пластмаса, стомана, фибростъкло. Често ковчегът се отличава със специфичен дизайн и украса.